# Coimbra (stad)
Coimbra (IPA: [kuˈĩbɾɐ]) is een stad en gemeente in Portugal en de hoofdplaats van het gewest Centro, het subgewest Baixo Mondego en het district Coimbra. De gemeente Coimbra behoort met een bevolking van 143.396 inwoners, van wie er ongeveer 100.000 binnen de eigenlijke stadsgrenzen wonen, tot de grootste gemeenten van het land. De universiteit van Coimbra is een van de oudste van Europa.
Al in de Romeinse periode was er sprake van bewoning in en rond Coimbra, dat is gelegen aan de oevers van de rivier de Mondego. In de hoge middeleeuwen was Coimbra gedurende meer dan een eeuw de hoofdstad van Portugal. De universiteit werd gesticht in 1290, maar bevindt zich pas sinds 1537 permanent in de stad. Coimbra was in 2003 culturele hoofdstad van Europa.

## Geschiedenis

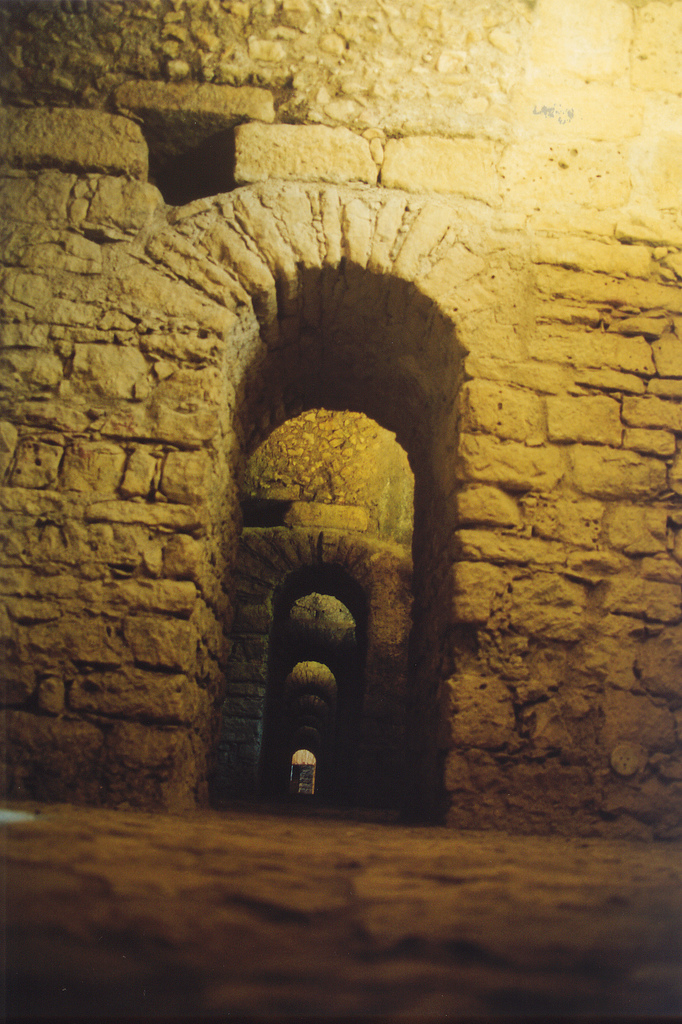
De cryptoporticus van het Romeinse forum

Op de plaats van het huidige Coimbra stichtten de Romeinen een nederzetting met de naam Aeminium. Uit de Romeinse periode resten nog een aquaduct en een cryptoporticus, dat ooit het fundament van een forum vormde. Toen de nabijgelegen nederzetting Coímbriga in de vijfde eeuw door de Sueben werd binnengevallen, nam Aeminium zowel de naam als de bisschopszetel over van die plaats.
De Westgoten noemden de stad Emínio en verloren deze rond 711 aan de moslims van Al-Andalus. Alfons III van Asturië veroverde de stad (Kulūmriyya) in 871. De stad werd zodoende onderdeel van het Koninkrijk Asturië, en werd een graafschap onder Hermenegildo Mendes. In 987 veroverde Al-Mansur Ibn Abi Aamir de stad. Op 9 juli 1064 wist Ferdinand I van Castilië de stad, na een beleg van zes maanden, opnieuw op de moslims in te nemen. Hij benoemde de Mozarabische Sesnando Davides als bestuurder van de stad.
In 1117 viel de stad kortstondig aan emir Ali ibn Yusuf. In 1139 werd Coimbra door Alfons I, Portugals eerste koning, benoemd tot hoofdstad, een positie die de stad tot 1255 zou behouden. De universiteit van Coimbra werd opgericht in 1290 in Lissabon. In 1308 werd de universiteit verplaatst naar Coimbra, om na enkele verhuizingen vanaf 1537 definitief in de stad te blijven.

## Geografie
Coimbra ligt ruim 200 km ten noorden van Lissabon en 100 km zuidelijk van Porto, aan de rivier de Mondego. Het grootste deel van het historische centrum bevindt ten oosten van deze rivier, waaronder de meeste gebouwen van de universiteit.
De stad is de zetel van een gemeente van 316,83 km² met 148.474 inwoners (2001), onderverdeeld in 31 fregesias (deelgemeenten). Wanneer wordt uitgegaan van ongeveer 40.000 inwoners van de naburige gemeenten die er komen werken, kan gesteld worden dat in Coimbra dagelijks zo'n 190.000 mensen aanwezig zijn, wat de stad tot de derde metropool van het land maakt. Het gehele metropoolgebied van Coimbra strekt zich uit over 16 gemeenten met een totale oppervlakte van 3.372 km² en telt meer dan 430.000 inwoners.
De gemeente Coimbra wordt begrensd door zeven buurgemeenten: Mealhada in het noorden, Penacova, Vila Nova de Poiares en Miranda do Corvo in het oosten, Condeixa-a-Nova in het zuiden, Montemor-o-Velho in het westen en Cantanhede in het noordwesten.

## Cultuur
De fadomuziek van Coimbra is wereldberoemd, en in de oude stad zijn talloze fadohuizen te vinden.

## Bezienswaardigheden
- De oude stad met vele smalle steile straatjes en eeuwenoude gebouwen.
- De oude universiteit (Velha universidade)
- De oude kathedraal (Sé velha)
- De nieuwe kathedraal (Sé nova)
- Fadohuizen in het centrum
- Mata Nacional do Choupal, een klein bos met een unieke vegetatie.
- Bibliotheek Joanina

## Sport
Académica Coimbra is de betaaldvoetbalclub van Coimbra en speelt haar wedstrijden in het Estádio Cidade de Coimbra. Coimbra was speelstad voor het EK voetbal van 2004. De wedstrijden werden gespeeld in de thuisbasis van Académica Coimbra.

## Verkeer en vervoer
Coimbra ligt aan de spoorlijn Lissabon - Porto.
Coimbra had vroeger een tramnet maar dat is vervangen door een netwerk van trolleybussen.

## Plaatsen in de gemeente
| - Almalaguês - Almedina - Ameal - Antanhol - Antuzede - Arzila - Assafarge - Botão - Brasfemes - Castelo Viegas - Ceira | - Cernache - Eiras - Lamarosa - Ribeira de Frades - Santa Clara - Santa Cruz - Santo António dos Olivais - São Bartolomeu - São João do Campo | - São Martinho de Árvore - São Martinho do Bispo - São Paulo de Frades - São Silvestre - Sé Nova - Souselas - Taveiro - Torre de Vilela - Torres do Mondego - Trouxemil - Vil de Matos |

## Stedenbanden
Coimbra heeft stedenbanden met:
- Aix-en-Provence (Frankrijk)
- Beira (Mozambique)
- Cambridge (Verenigde Staten)
- Curitiba (Brazilië)
- Dili (Oost-Timor)
- Fez (Marokko)
- Halle (Duitsland)
- Macau (Macau)
- Mindelo (Kaapverdië)
- Padua (Italië)
- Poitiers (Frankrijk)
- Salamanca (Spanje)
- Santa Clara (Verenigde Staten)
- Santiago de Compostela (Spanje)
- Santos (Brazilië)
- São Paulo (Brazilië)
- Jaroslavl (Rusland)

## Bekende inwoners van Coimbra

### Geboren
- Mathilde van Portugal (1151-1218), gravin-gemalin van Vlaanderen
- Urraca van Portugal (1151-1188), koningin van Léon
- Sancho I van Portugal (1154-1211), koning van Portugal
- Sancha van Portugal (1180-1229), heilige
- Alfons II van Portugal (1185-1223), koning van Portugal
- Ferrand van Portugal (1188-1233), graaf-gemaal van Vlaanderen
- Sancho II van Portugal (1209-1248), koning van Portugal
- Alfons III van Portugal (1210-1279), koning van Portugal
- Peter I van Portugal (1320-1367), koning van Portugal
- Beatrix van Alburquerque (1347-1381), gravin van Alburquerque
- Beatrix van Portugal (1372-1408), koningin van Portugal en koningin-gemaal van Castilië
- Carlos Paredes (1925 - 2004), gitarist en componist
- José António Carlos de Seixas (1704-1742), componist
- Álvaro Cunhal (1913-2005), politicus
- Pedro Passos Coelho (1965), zakenman en premier van Portugal (2011-2015)
- Marisa Isabel Lopes Mena (1984), zangeres
- Filipe Albuquerque (1985), autocoureur
- Miguel Veloso (1986), voetballer
- Marcos Lopes (1995), voetballer

### Overleden
- Inês de Castro (1325-1355), minnares van kroonprins Peter van Portugal

## Galerij

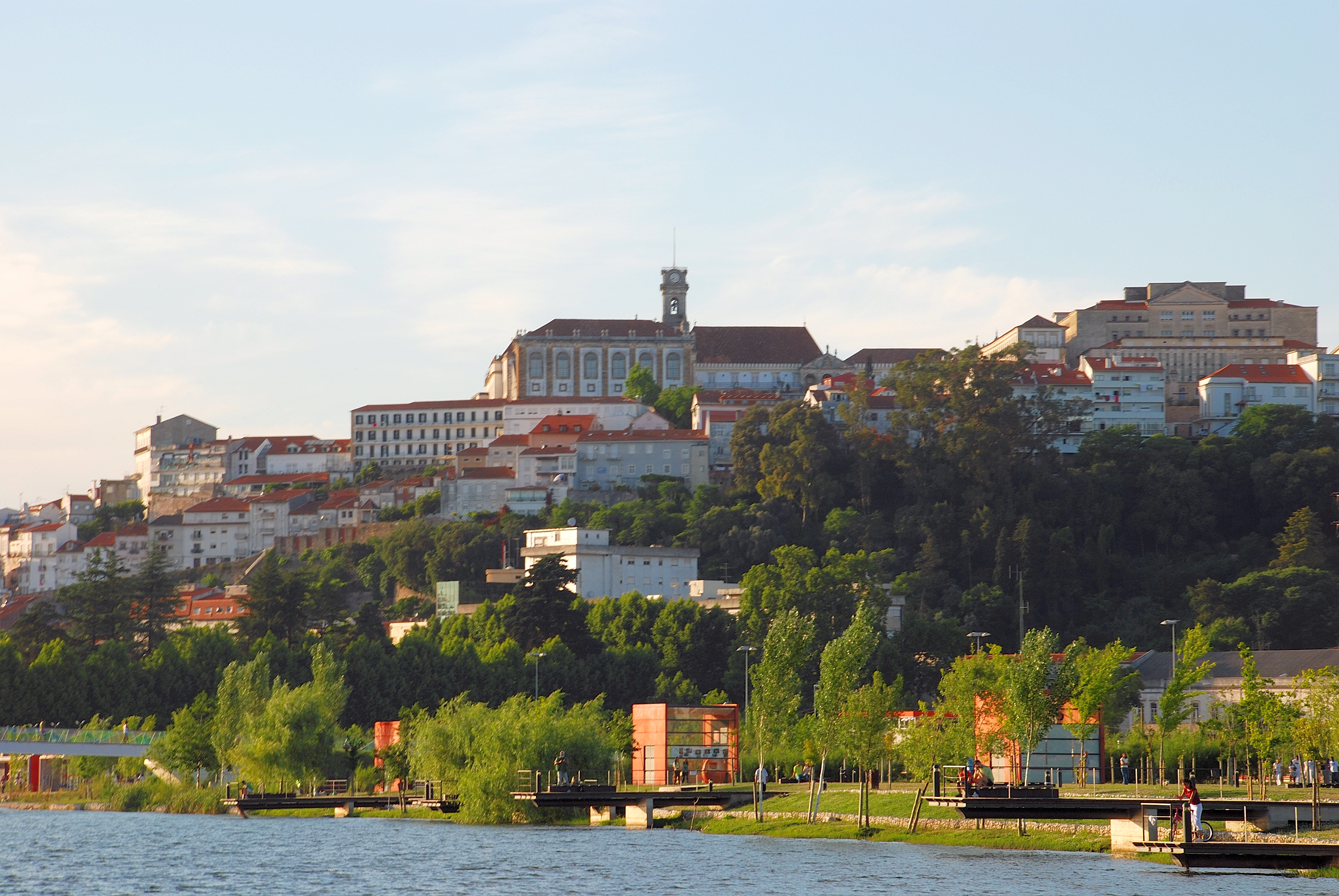
Zicht op het oude centrum en de Mondego
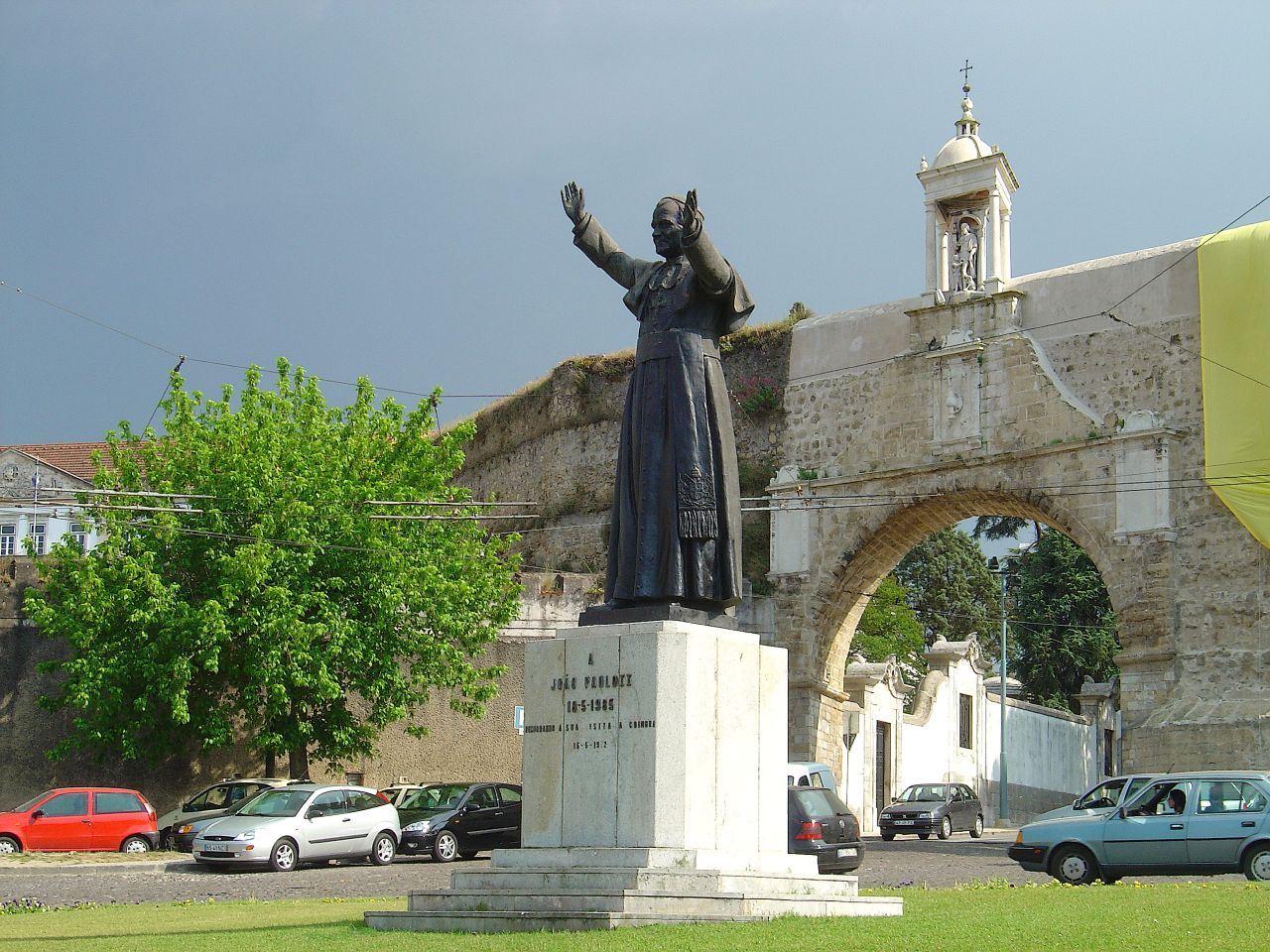
Praça João Paulo II
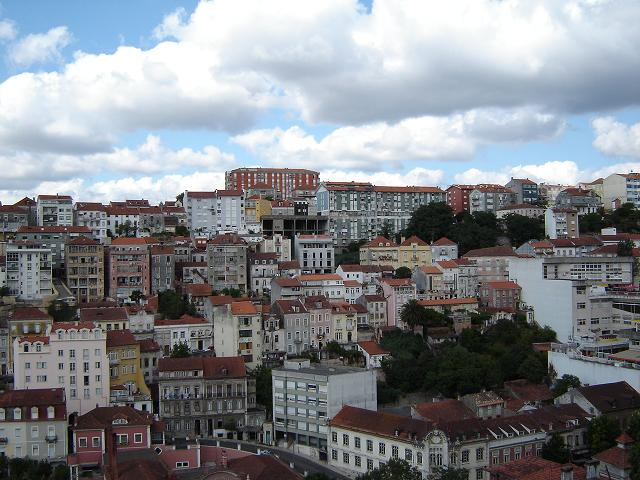
Uitzicht